# Mickelia nicotianifolia
Mickelia nicotianifolia là một loài dương xỉ trong họ Dryopteridaceae. Loài này được Sw. R.C. Moran, Labiak & Sundue mô tả khoa học đầu tiên năm 2010.